# 최군
최군(본명: 최우람, 1987년 10월 24일 ~ )은 대한민국의 희극인이자 아프리카TV BJ다.

## 어린 시절
최군은 1987년 9월 2일 전라남도 순천에서 태어났다. 누나가 3명이었고 어머니는 가사도우미였며 아버지는 직업이 없었다고 한다. 초등학교 5학년 때 인근 도시로 전학을 가서는 자취, 친구집, 하숙집을 전전했다. 이 힘든 시기에 희극 배우의 꿈이 더 커졌다고 한다.
중학교 때는 방학 때마다 서울로 올라와 대학로에서 희극 배우들을 보고 있었다고 했는데 친해주면 뽑아주지 않을까 라는 이유였다고 한다. "하도 자주 오니까 너 뭐냐고 묻더라고요. 개그맨 지망생이라고 했죠. 중학생이요. 하하. 회식 자리도 따라가고, 미성년자라서 안된다고 하면 사이다도 좋으니 같이 있게만 해달라고 했습니다."라는 일도 있었다고 한다.
고등학교 때 특이한 이력을 쌓기 위해 힙합대회에 나가 첫 도전에서 음악부문 은상을 받기도 했고 '데이플라이'(하루살이)라는 팀으로 대학축제에서 공연도 했다고 한다. 최군은 2007년 MBC 개그맨 16기 공채로 선발되면서 희극 배우가 됐다.

## 방송 특징
2017년 2월 28일 기준으로 46만명의 애청자와 6.9만명 이상의 팬클럽이 있다. MBC 16기 공채 개그맨으로 2007년 MBC 개그야를 통해 데뷔하였다. 하지만 출연하던 코미디 프로그램이 폐지되면서 일 없이 지내다가 우연히 인터넷 방송 사이트를 들어갔다가 일반인이 진행하는 토크 방송을 보고 개인방송을 시작했다고 한다.
최군의 방송 특징은 생활고로 인해 무작정 지나가는 사람을 잡아 인터뷰 쇼를 진행했던게 시작이었다. 오늘날 신인 연예인들을 찾아가 그들의 모습을 소개하는 ‘최군의 리얼습격’, 길거리에서 일반인들과 인터뷰하는 형식으로 진행하는 ‘최군의 일상’, 실시간 채팅으로 시청자들과 이야기를 나누는 ‘천사 최군’ 등의 프로그램으로 진행한다.

## 사건・사고

### 병역기피 논란
최군은 2013년 박명수가 진행한 iMBC 손바닥tv의 '박명수의 움직이는tv' 등에 출연해 방송중 질문에 군대를 다녀온 것처럼 발언했으나 거짓말로 밝혀진다. 논란이 커지자 최군은 사과문을 올려 "저는 현재 군미필자 신분이 맞다"며 "2007년 11월20일 102보충대로 현역입소를 했고, 군의관 의견으로 귀가조치 후 현재까지 매주 병원에 다니며 입원과 약물치료를 병행하고 있다"고 해명했다. 하지만 병역기피 의도는 없었다고 부인하며 "국방의 의무는 문제없이 다하겠다"고 밝혔다. 2014년 최군은 신체검사에서 3급 판정을 받았다. 최군은 병무청을 상대로 ‘현역병 입영 취소 처분’소송을 냈고 2016년 3월, 법원은 최군이 제출한 정신과 치료 기록을 토대로 군복무를 할 수 없는 수준이라고 판단, 최군의 손을 들어줬다. 하지만 병무청은 최군의 인터넷 방송을 봤을 때 군 생활을 하는데 아무런 지장이 없어 보인다는 입장을 가지고 항소 제기 기한인 4월 14일에 최군을 상대로 항소장을 제출했다. 항소심에서 서울고법은 최군의 신체 증상과 관련해 그의 ‘조울증’ 증상에 대해서 더 면밀히 검토해 볼 필요가 있다고 밝혔으나 1심 판결을 변경하지는 않았다. 2017년 2월 23일 대법원은 심리불속행 기각 결정을 내렸고 최군은 재검을 받게되었다.

### 일베 의혹
2014년 11월 온라인 커뮤니티 오늘의 유머에는 최군의 일베 의혹에 관한 글이 올려졌고 2014년 11월 5일 최군의 방송에서 일간베스트에서 주로 사용하는 용어인 '삼일한'과 '홍어'라는 단어를 반복적으로 사용한 사실이 드러났다. 그러자 2015년 7월 10일 인터넷에는 “최군 알고 보니 일베충이었다”는 내용의 글이 퍼지며 논란이 됐다. 최군은 과거 “일베는 예전에 유머보러 들어갔지만 지금은 안한다”고 해명했다. 2015년 7월 10일 게시판에 "최군입니다. 죄송합니다. 사과드립니다"라는 제목의 제목의 사과문을 올렸다.

### 군필자 우롱
최군은 방송에서 "어쩌라고? 내가 X같으니까 너도 X같으라고? 야 XX, 공익도 X같은 XX들은 X 같다고 얘기하잖아. 해병대 갔다온 형이 얘기하더라고 나 XX 편하게 생활했다고"라며 "사람의 차이지, XX 군대의 차이야? XX 다들 삼청교육대 다녀오셨나봐"라며 욕설과 함께 군필자들을 우롱하는 발언을 했다. 그는 또 "아 몰라, 다들 삼청교육대 갔다 오셔서 말똥 먹고 나오셨나봐"라고 덧붙여 논란이 일고 있다.

### 네티즌 대규모 고소
최군은 과거 사과문을 5시간 만에 삭제하거나, 군대 관련 무책임한 발언 등 적반하장식 행동으로 누리꾼의 화를 키웠다. 최군은 아프리카TV 생방송을 통해 군대 관련 루머를 해명하고 선동성 글을 작성한 이들과 법적 절차를 밟고 있다고 밝혔다. 최군은 "정확히 제가 하는 소송은 '현역 입영 대상자 처분 취소 행정소송'이다"라며 "2007년 11월 현역 대기보충대로 입소했다가 귀가해 재검을 받는 과정에서 부당함을 느껴 행정소송을 하게 됐다"고 말했다. 최군은 "병원에 다녔는지 사실 확인 과정과 불법적인 요소가 있었는지 확인하는 과정, 진단서를 제출했고 정밀 검사를 받고, 병무청 측에서 제가 한 방송과 행사 기사들이 모두 전달된 상황에서 진행했다"고 덧붙였다.

## 방송 활동
이 문단은 단순 출연 (예: 게스트)를 제외한 방송 출연을 뜻한다.
| 년도 | 방송사      | 방송명          | 코너명               | 역할           | 출처   |
| ---- | ----------- | --------------- | -------------------- | -------------- | ------ |
| 2008 | MBC         | 개그야          | 고품격 드라마        | PD             | [ 15 ] |
| 2009 | MBC         | 개그야          | 이시각 교통상황      | 본인           | [ 16 ] |
| 2009 | MBC         | 개그야          | 무완도전             | 노홍철         | [ 17 ] |
| 2009 | MBC         | 개그야          | 입시명문 대치동 학원 | 학생 국영수    | [ 18 ] |
| 2011 | SBS FunE    | K-STAR news     | 최군의 수작걸기      | 본인           | [ 19 ] |
| 2012 | MBC         | 코미디에 빠지다 | 거성 사관학교        | 본인           | [ 20 ] |
| 2013 | tvN         | 코미디빅리그    | 신조어천가           | 김구라, 노홍철 | [ 21 ] |
| 2013 | OGN         | In & Out        | OUT                  | 부라더3 (MC)   | [ 22 ] |
| 2014 | OGN         | In & Out        | OUT                  | 부라더3 (MC)   | [ 22 ] |
| MBC  | 코미디의 길 | 구라구라 Show   | 김구라               | [ 23 ]         |        |

## 수상 경력
다음은 대한민국의 BJ인 최군의 수상 및 후보 목록이다.
| 연도 | 상 이름                | 부문               | 결과 | 출처   |
| ---- | ---------------------- | ------------------ | ---- | ------ |
| 2011 | 아프리카TV 방송대상    | 대상               | 수상 | [ 24 ] |
| 2012 | 아프리카TV 방송대상    | 모바일 부문 우수상 | 수상 | [ 25 ] |
| 2013 | 아프리카TV 방송대상    | 현장 부문 최우수상 | 수상 | [ 26 ] |
| 2014 | 아프리카TV BJ FESTIVAL | Star BJ 20         | 수상 | [ 27 ] |
| 2015 | 아프리카TV BJ대상      | 컨텐츠 부문 대상   | 수상 | [ 28 ] |
| 2016 | 아프리카TV BJ대상      | 대표 BJ 50인       | 수상 |        |